# Cabó
Cabó es un municipio español de la provincia de Lérida, situado en la comarca catalana del Alto Urgel. Según los últimos datos del INE, este municipio cuenta con 98 habitantes a fecha de 2022. Este municipio está formado por tres núcleos de población: Cabó, el Vilar de Cabó y el Pujal de Cabó. El municipio está travesado por el río de Cabó (afluente del Segre) que da agua al riego municipal de Cabó .

## Historia
El valle de Cabó aparece citado en el acta de consagración de la catedral de Urgel con el nombre de Kapudeizo. A partir del siglo X quedó en manos de la familia Caboet, nobles de la comarca que también poseían el señorío del valle de Sant Joan, así como diversas posesiones en el valle de Andorra. En el siglo XII, las posesiones de los Caboet pasaron al obispado de Urgel.

## Geografía humana

### Demografía
Cuenta con una población de 89 habitantes (INE 2024).
| Gráfica de evolución demográfica de Cabó entre 1842 y 2021 |
| |
| Población de derecho según los censos de población del INE Población de hecho según los censos de población del INEEntre el censo de 1857 y el anterior, crece el término del municipio porque incorpora a 255345 (Senyus) |

## Cultura
La antigua iglesia parroquial estaba dedicada a Sant Serni. Es un edificio románico de nave única con cubierta de bóveda de cañón. Se conservan dos ábsides, uno en el lado norte y otro en el oeste. Existía un tercero en el lado de levante que ha desaparecido.
Otro templo románico es la iglesia de Sant Iscle de Senyús, que presenta un ábside sobreelevado y portalada con arquivolta.
Cabó celebra su fiesta mayor el último domingo de agosto.

## Economía
La base económica del municipio es la ganadería, especialmente la destinada a la producción de leche.